# Xamarin
Xamarin é uma empresa de software norte-americana sediada em São Francisco, Califórnia, fundada em maio de 2011 por engenheiros dos projectos Mono[carece de fontes?], Mono para Android e MonoTouch, que são implementações multiplataforma da Infraestrutura de Linguagem Comum e das Especificações de Linguagem Comum (frequentemente designadas por Microsoft .NET).
Com código partilhado baseado em C#, os programadores podem utilizar as ferramentas Xamarin para escrever aplicações nativas para Android, iOS e Windows com interfaces de utilizador nativas e partilhar código entre plataformas. A Xamarin tem mais de 1 milhão de programadores distribuídos por mais de 120 países em todo o mundo (maio de 2015).
Em 24 de fevereiro de 2016, a Microsoft comprou a empresa e, após alguns meses, tornou os produtos Xamarin Studio gratuitos para programadores e estudantes.